# Гарем 2 (альбом)
«Гарем 2» — альбом ремиксов Ирины Нельсон и группы REFLEX, продолжение вышедшего в 2006 году альбома «Гарем». Релиз альбома состоялся 8 марта 2019 года в iTunes лейблом REFLEXMUSIC. На диске представлены десять лаунж- и чиллаут-ремиксов песен со студийного альбома «Взрослые девочки», а также включает ремикс на новую песню — «Отключая контроль».

## Работа над альбомом
Альбом записан солисткой группы Ириной Нельсон, обработан композитором Вячеславом Тюриным. Задачей создания пластинки было сделать непесенный, фоновый сборник на основе песен из предыдущего альбома «Взрослые девочки». Альбом включает единственный ремикс на новую песню «Отключая контроль», в котором Нельсон время от времени произносит слова «REFLEX», «Гарем 2».

## Реакция критики
Рецензируя данный альбом, Алексей Мажаев в целом положительно оценил данный альбом. Он посчитал, что получившийся продукт для этого жанра «практически совершенным». «Он не раздражает и служит безупречным фоном для тех, кто нуждается в расслаблении и отдыхе. Если замысел авторов альбома был именно таким, то можно их поздравить с успехом», — отметил автор.

## Список композиций
| №                   | Название            | Текст песни         | Музыка              | Длительность |
| ------------------- | ------------------- | ------------------- | ------------------- | ------------ |
| 1.                  | «Отключая контроль» | Вячеслав Тюрин      | Вячеслав Тюрин      | 5:55         |
| 2.                  | «Вооружён и опасен» | Вячеслав Тюрин      | Вячеслав Тюрин      | 5:51         |
| 3.                  | «Секретная земля»   | Вячеслав Тюрин      | Вячеслав Тюрин      | 6:51         |
| 4.                  | «Падая и взлетая»   | Вячеслав Тюрин      | Вячеслав Тюрин      | 6:49         |
| 5.                  | «Я не забуду»       | Илья Кунин          | Вячеслав Тюрин      | 5:53         |
| 6.                  | «В объятиях»        | Вячеслав Тюрин      | Вячеслав Тюрин      | 5:47         |
| 7.                  | «Перепутала»        | Вячеслав Тюрин      | Вячеслав Тюрин      | 4:42         |
| 8.                  | «Рисуя волны»       | Вячеслав Тюрин      | Вячеслав Тюрин      | 5:39         |
| 9.                  | «Секрет»            | Вячеслав Тюрин      | Вячеслав Тюрин      | 5:47         |
| 10.                 | «Свободная в любви» | Вячеслав Тюрин      | Вячеслав Тюрин      | 5:46         |
| 11.                 | «Дай мне руку»      | Ирина Нельсон       | Вячеслав Тюрин      | 5:03         |
| Общая длительность: | Общая длительность: | Общая длительность: | Общая длительность: | 60:04        |